# ورزشگاه المپیک نواکشوت
ورزشگاه المپیک نواکشوت (انگلیسی: Stade Olympique) یک ورزشگاه چندمنظوره در شهر نواکشوت، موریتانی است.
این ورزشگاه که در سال ۱۹۸۳ تاسیس شده دارای ۲۰٬۰۰۰ ظرفیت است و ورزشگاه خانگی تیم ملی فوتبال موریتانی محسوب میشود.